# Makrillsoppa
Makrillsoppa är en soppa innehållande makrill, potatis, grönsaker, grädde och vin samt toppad med en garnityr. 1995 valdes den i Telias telefonkatalog till Bohusläns landskapsrätt.